# Royal Scottish Academy Building
Royal Scottish Academy building er bygningen, hvor Royal Scottish Academy har hovedkvarter, og den fungerer som et kunstmuseum i Edinburgh, Skotland. Den ligger på hjørnet af The Mound og Princes Street i centrum af byen. Bygningen blev opført af William Henry Playfair i 1822-6. Sammen med det tilstødende National Gallery of Scotland, var dens nyantikke udformning med til at få Ediburgh til at blive kendte som "Nordens Athen". I dag er bygningen er listed building i kategori A.